# Pim van Boetzelaer van Oosterhout

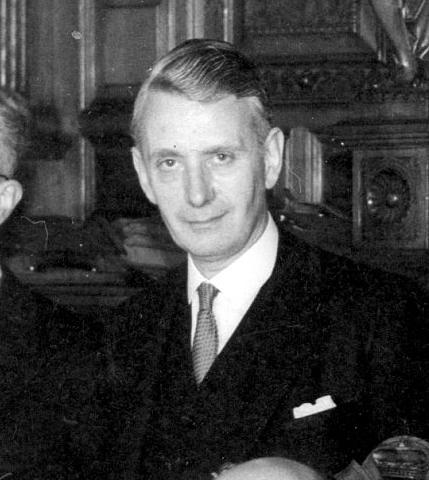
Pim van Boetzelaer van Oosterhout (1946)

Carel Godfried Willem Hendrik „Pim“ Baron van Boetzelaer van Oosterhout (* 17. November 1892 in Amersfoort, Provinz Utrecht; † 20. Mai 1986 in Ubbergen, Provinz Gelderland) war ein niederländischer Diplomat und parteiloser Politiker, der im ersten Kabinett von Ministerpräsident Louis Beel von 1947 bis 1948 das Amt des Außenministers bekleidete und gehörte als solcher zu den Unterzeichnern des Brüsseler Paktes vom 17. März 1948, der einen wichtigen Schritt in der militärischen Zusammenarbeit in Westeuropa darstellte.

## Leben

### Studium und diplomatische Laufbahn
Van Boetzelaer van Oosterhout war ein Sohn von Hendrik Johan Herman Baron van Boetzelaer van Oosterhout, der unter anderem Bürgermeister von Leusden und Stoutenburg war. Er begann nach dem Schulbesuch ein Studium im Fach Recht der Niederlande an der Reichsuniversität Utrecht sowie an der Universität von Amsterdam, das er am 15. Februar 1921 abschloss.
Anschließend trat er in den Diplomatischen Dienst ein und wurde anfangs am 9. Februar 1923 Attaché an der Gesandtschaft in Dänemark sowie kurze Zeit später zwischen 1923 und 1924 Beamter im Außenministerium. Daraufhin folgte von 1925 bis 1926 eine Verwendung als Zweiter Sekretär an der Gesandtschaft im Königreich Rumänien sowie zwischen dem 17. April 1926 und 1929 als Erster Sekretär an der Gesandtschaft in den USA, ehe er von 1929 bis 1930 Erster Sekretär an der Gesandtschaft in Mexiko war. Nachdem er zwischen dem 25. Januar 1930 und Dezember 1934 Gesandtschaftsrat an der Gesandtschaft in Belgien war, fungierte er vom 3. Dezember 1934 bis Mai 1940 als Gesandtschaftsrat an der Gesandtschaft im Deutschen Reich.

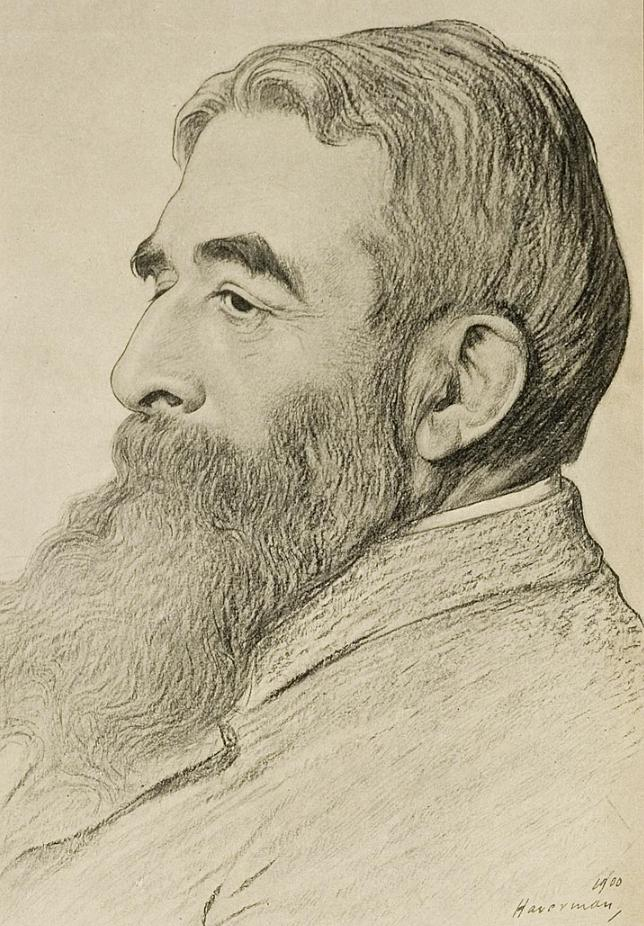
Van Boetzelaer van Oosterhouts Großonkel Willem Hendrik de Beaufort war zwischen 1897 und 1901 ebenfalls Außenminister

Nach einer kurzen Verwendung von Mai bis August 1940 als Leiter der Abteilung für Diplomatische Angelegenheiten und Rechtsangelegenheiten im Außenministerium im Range eines Außerordentlichen Gesandten, wurde van Boetzelaer van Oosterhout im August 1940 Außerordentlicher Gesandter und Bevollmächtigter Minister in den USA und verblieb dort bis April 1946.

### Außenminister und Botschafter in Frankreich
Nach seiner Rückkehr in die Niederlande wurde van Boetzelaer van Oosterhout im April 1946 zunächst Leiter der Politischen Abteilung des Außenministeriums, ehe er am 3. Juli 1946 von Ministerpräsident Louis Beel zum Außenminister (Minister van Buitenlandse Zaken) in dessen erstem Kabinett wurde und dieses Amt bis zum 7. August 1948 ausübte. Als solcher gehörte zu den Unterzeichnern des Brüsseler Paktes vom 17. März 1948, der einen wichtigen Schritt in der militärischen Zusammenarbeit in Westeuropa darstellte und Vorläufer der militärischen Bündnisse wie Westeuropäische Union (WEU) und NATO war. Nach seinem Ausscheiden aus der Regierung wurde ihm am 13. Oktober 1948 das Ritterkreuz des Orden vom Niederländischen Löwen verliehen.
Danach war er zunächst von September bis zum 1. Dezember 1948 Beamter des Auswärtigen Dienstes Erster Klasse und erhielt anschließend am 1. Dezember 1948 seine Akkreditierung als Außerordentlicher Gesandter und Bevollmächtigter Botschafter in Frankreich. Er verblieb auf diesem diplomatischen Spitzenposten bis zum 1. Dezember 1957. Für die dortigen Verdienste wurde er am 29. April 1954 auch Kommandeur des Orden vom Niederländischen Löwen.
Aus seiner am 28. Juni 1923 in Paris geschlossenen Ehe mit der US-amerikanischen Staatsangehörigen Ethel Carver Litchfield gingen zwei Söhne und drei Töchter hervor.
Van Boetzelaer van Oosterhout war ferner ein Neffe von Willem Hendrik de Beaufort, der sowohl Mitglied der Ersten als auch der Zweiten Kammer der Generalstaaten war und zwischen 1897 und 1901 im Kabinett von Ministerpräsident Nicolaas Pierson ebenfalls das Amt des Außenministers bekleidete. Einer seiner Schwager war Herman Theodoor s’Jacob, der mit seiner Schwester Wilhelmine Elisabeth Charlotte Baronesse van Boetzelaer verheiratet war. Dieser war nicht nur Bürgermeister von Loosdrecht und Bussum, sondern zwischen 1924 und 1934 auch Kommissar der Königin in der Provinz Utrecht war.